# Auguste Raemdonck van Megrode
Auguste François Égide Marie Raemdonck van Megrode, né le 10 mars 1863 à Lokeren et y décédé le 15 octobre 1939 fut un homme politique flamand, membre du Parti catholique.
Il fut docteur en sciences politiques et administratives (1886) et en droit (1887).

Il fut conseiller communal (1891-1907), échevin (1908) et bourgmestre de Lokeren (1908-39); il fut député en suppléance de Theodoor Janssens, ensuite comme élu de l'arrondissement Saint-Nicolas (1889-1939).

## Généalogie
- Il avait épousé Aline van Mossevelde de Meersman.
- Il eut un fils : Louis.

## Sources
- bio sur ODIS